# شتاتلنغزفلد
اشتات لنغزفلد (بالألمانية: Stadtlengsfeld) هي بلدة ألمانية تقع في ألمانيا في تورينغن. يقدر عدد سكانها بـ 2,664 نسمة .

## المدن التوأمة
مدينة Kiskőrös هي مدينة توأمة لـاشتات لنغزفلد.

## أعلام
- دانكمار أدلر
- هربرت شيرمر